# Умбар
Умбар е измислено пристанище в света на Средната земя, описан в произведения на писателя Джон Роналд Руел Толкин.

## Описание
Умбар е голямо пристанище в южните части на Средната земя, във владенията на корсарите и харадримите. То е под властта на корсарите до края на Третата епоха, но в началото на Четвъртата епоха е отвоювано от корсарите от гондорския крал Елесар и става владение на Гондор.